# Mike Wead
Mike Wead (Boden, 6 de Abril de 1967), pseudônimo de Mikael Vikström, é um guitarrista sueco que vive em Estocolmo. Wead contribui para as bandas de heavy metal Hexenhaus, Memento Mori, Abstrakt Algebra, The Haunted, Edge of Sanity, Witch, Firegod, Candlemass, The Project Hate. Atualmente Wead é guitarrista do Mercyful Fate, King Diamond e Bibleblack. Como um guitarrista no King Diamond, Wead divide as obrigações de guitarrista solo com Andy LaRocque. Wead também trabalha como produtor e engenheiro acústico.

## Discografia

### ComMercyful Fate
1. Dead Again (1998)
2. 9 (1999)

### ComKing Diamond
1. Abigail II: The Revenge (2002)
2. The Puppet Master  (2003)
3. Deadly Lullabyes Live (2004)
4. Give Me Your Soul... Please (2007)

### ComHexenhaus
1. A Tribute to Insanity (1988)
2. At the Edge of Eternity (1990)
3. Awakening (1991)
4. Dejavoodo (1997)

### ComCandlemass
1. As It Is, As It Was (1994)
2. Leif Edling The Black Heart of Candlemass  (2002)

### Com Memento Mori
1. Rhymes of Lunacy (1993)
2. Life, Death, and Other Morbid Tales (1994)
3. La Danse Macabre (1996)
4. Songs for the Apocalypse, Vol. 4 (1997)

### ComAbstrakt Algebra
1. Abstrakt Algebra (1995)

### Com Bibleblack
1. The Black Swan Epilogue (2009)
2. In Sanguis Veritas (TBA 2011)

## Alguma Participações
Com Memory Garden
- Verdict of Prosterity (1998)

Com Edge of Sanity
- Crimson II (2003)

Com Notre Dame
- Demi Monde Bizarros (2004)

Com In Aeternum
- Dawn of the New Aeon (2005)

Com Elvenking
- The Scythe (2007)

Com Her Whisper
- The Great Unifier (2008)

Com Sinners Paradise
- The Awakening (2009)

Com Kamlath
- Stronger Than Frost (2010)

Com The Project Hate MCMXCIX
- The Lustrate Process (2009)
- Bleeding The New Apocalypse (Cum Victriciis in Manibus Armis) (2011)

Com Deadlands
- Evilution (2012)

Com Pharaoh
- Bury the Light (2012)

Com Snowy Shaw
- Snowy Shaw is Alive! (2012)

Com Minions
- Soul Mirror (2013)